# Sân bay Mandurriao
Sân bay Mandurriao (IATA: ILO, ICAO: RPVI), cũng gọi là Sân bay Iloilo, là sân bay chính phục vụ khu vực Thành phố Iloilo và tỉnh Illoilo ở Philippines. Sân bay này nằm ở huyện Mandurriao, cách trung tâm thành phố Iloilo 5 km về hướng Tây Bắc. Đây là sân bay bận rộn thứ 4 trong toàn bộ sân bay ở Philippines và là sân bay nội địa bận rộn nhất ở Philippines, phục vụ hơn 700.000 khách và thông qua 5000 tấn hàng năm 2005. Hiện sân bay này đã đóng cửa và được thay thế bằng Sân bay quốc tế Iloilo.

## Các hãng đã hoạt động trước đây
- Air Philippines
- Cebu Pacific
- Grand Air International
- Philippine Airlines
- South East Asian Airlines